# Oxymirus cursor
Oxymirus cursor је инсект из реда тврдокрилаца (Coleoptera) и фамилије стрижибуба (Cerambycidae). Припада потфамилији Lepturinae.

## Распрострањење и станиште
Настањује готово целу Eвропу осим крајњег југа. У Србији је ретко налажен, углавном у брдско-планинском подручју. Може се наћи на деблима и у шупљинама дрвећа.

## Опис
Oxymirus cursor је дугaчак 16—25 mm. Мужјак је потпуно црн, а женка има покрилца са уздужним црвенкастосмеђим и црним штрафтама.

## Биологија
Ларва се развија 3 године у мртвим, обореним и трулим стаблима четинарског, ређе листопадног дрвећа. Одрасли инсекти се могу наћи од априла до августа.